# Karna (Trompete)

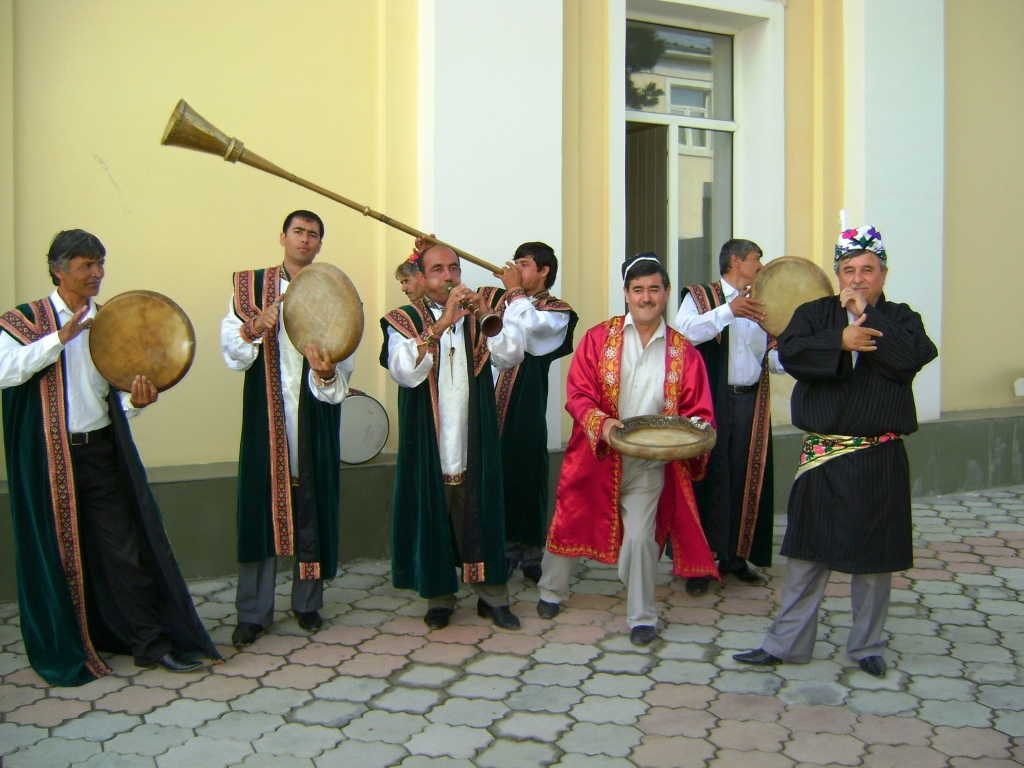
Tadschikisches Zeremonialmusikensemble bei einer Hochzeit mit einer Langtrompete karnai, einer Kegeloboe surnai und mehreren Rahmentrommeln doira.

Karna (arabisch, persisch کرنا karnā, qarnā, Hindi karnā, tadschikisch карнай karnai, auch karnaj, usbekisch karnay, kasachisch керней kernei) ist eine Naturtrompete aus Metall, deren Name zuerst im biblischen Buch Daniel erwähnt wird, die im Mittelalter zu den persischen Militärmusikkapellen und im indischen Mogulreich zum Repräsentationsorchester naqqāra-khāna gehörte und die bis heute mit diesem Namen in der Zeremonialmusik in Zentralasien und Nordindien verbreitet ist.
Die seit der Mitte des 3. Jahrtausends v. Chr. aus Mesopotamien und dem Alten Ägypten bekannten Trompeten dienten in beiden Regionen als Signalinstrumente bei Zeremonien, Kriegen und Arbeitseinsätzen. Sie konnten nur ein oder zwei Töne in einem bestimmten Rhythmus produzieren. Karnā geht auf Aramäisch qarnāʾ, Hebräisch qeren und Akkadisch qarnu zurück. Neben dem arabischen Wort būq für Blechblasinstrumente allgemein (Hörner und Trompeten) bezeichnete in mittelalterlichen arabischen Texten nafīr überwiegend eine schlanke, zylindrische, schrill tönende Metalltrompete, būq eine etwas kürzere, konische Trompete und karnā eine bis zu zwei Meter lange konische, manchmal S-förmig gebogene Trompete. Die Trompetentypen nafīr und karnā wurden in Iran zusammen mit diversen Trommeln und anderen Perkussionsinstrumenten bis Anfang des 20. Jahrhunderts im naqqāra-khāna eingesetzt. Heute ist die karnā in Usbekistan und Tadschikistan eine lange, überwiegend zylindrische Metalltrompete und in Nordindien eine gerade, konische Metalltrompete, die lang und dünn oder kurz und weit sein kann.

## Herkunft

### Ritualtrompeten

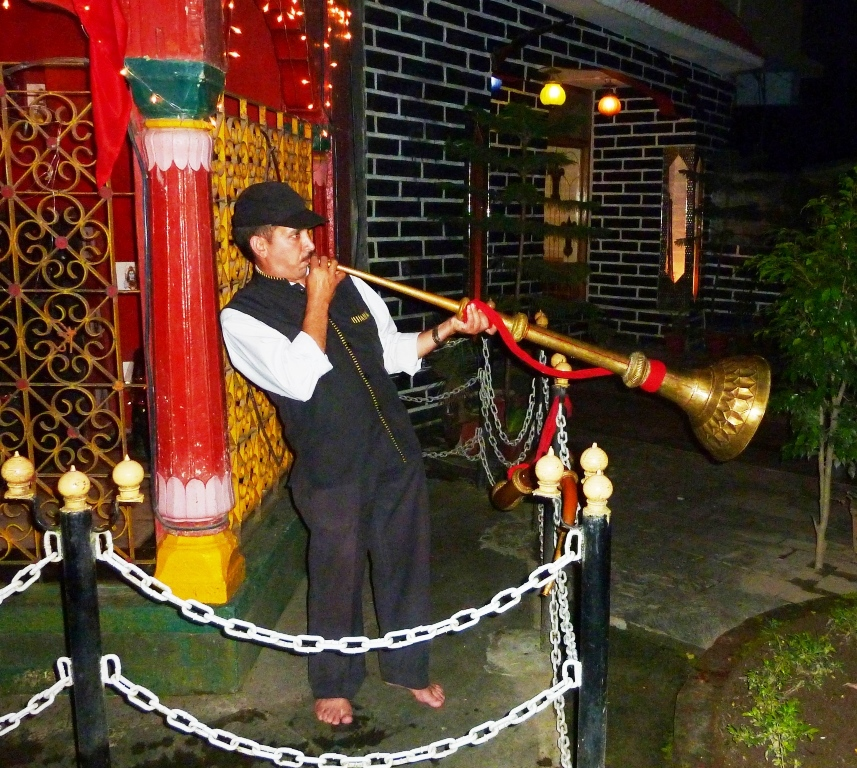
Zweiteilige konische Messingtrompete karnal mit breitem Schallbecher vor einem Tempel in Mandi im nordindischen Bundesstaat Himachal Pradesh.

Die ältesten Trompeteninstrumente, die durch eine periodisch veränderte Lippenspannung nach dem Tonerzeugungsprinzip der Polsterpfeife die Blasluft in einer Röhre in Schwingungen versetzen, bestanden aus vorgefundenen Tierhörnern, Knochen, Schneckenhörnern oder pflanzlichen Materialien wie Kalebassen oder Bambusröhren. Später wurden die Naturformen mit Rinde, Holz oder Metallblech nachgebaut. Die Unterscheidung dieser einfachen Blasinstrumente in Naturtrompeten oder Naturhörner ist nicht mit eindeutigen Kriterien festzulegen; tierische Hörner oder kurze, gekrümmte und konische Röhren bezeichnet man eher als „Horn“ und längere, gerade und überwiegend zylindrische Röhren aus Pflanzenmaterial oder Metall eher als „Trompete“. Trompetenistrumente werden allgemein meist längs, afrikanische Tierhörner wie das südafrikanische Antilopenhorn phalaphala werden jedoch überwiegend quer angeblasen.
Unabhängig von Form, Material und Benennung dienen Naturtrompeten seit alter Zeit in erster Linie magisch-religiösen Zwecken und weniger als Musikinstrumente. Hierzu sind sie auch kaum geeignet, weil sie nur einen, zwei oder wenige Töne der Naturtonreihe produzieren können. Am Anfang standen zylindrische Holzröhren („Längstuben“) wie bis heute die aporo in Ostafrika, die von beiden Seiten geblasen werden kann. Frauen der Labwor in Nordostuganda begrüßten mit einem tiefen Brummton ihre erfolgreich von der Jagd oder der Plünderung eines Nachbardorfes heimkehrenden Männer. Ansonsten vernahmen Teilnehmer bei Beerdigungen im Brummen solcher magischen Längstuben (darunter beispielsweise die mabu der Salomonen) die Stimmen der Ahnen. Mutmaßlich jünger als Schwirrgeräte, aber noch älter als Trommeln, gehörten die Längstuben zu den ersten rituellen Klangproduzenten.
Holztrompeten vom Typus des Schweizer Alphorns wie die ukrainische trembita und die nordpolnische bazuna sind vielleicht als Nachahmungen antiker Metalltrompeten in die Hirtenkultur übergegangen, wahrscheinlicher gehören sie zu einer allgemeinen indoeuropäischen Hirtentradition. In dieser dienen die Trompeten eher als Signalinstrumente und nur teilweise rituellen Zwecken, etwa bei Begräbnissen und im Fall der Holztrompete puch der Mari in Russland zur Baumverehrung. Eine ähnliche rituelle Funktion bei Begräbnissen wird von Langtrompeten der Naga in Assam (Nordostindien) erwähnt, deren konische Röhre – möglicherweise als Nachbildung der in der Himalayaregion verwendeten metallenen Ritualtrompeten (dungchen) – aus mehreren ineinandergesteckten Bambusröhren unterschiedlicher Größe besteht und die ansonsten von Hirtenjungen als Signalinstrumente eingesetzt wurden.
Einen besonderen Weg nahm die musikalische Entwicklung von einigen Eintontrompeten in Afrika, die wie beim waza-Orchester im sudanesisch-äthiopischen Grenzgebiet, deren Mitglieder mit unterschiedlich gestimmten Kalebassentrompeten, von denen jede nur einen Ton hervorbringt, Melodien spielen. Die Gruppe der von einem Musiker geblasenen Trompeten verhält sich musikalisch wie eine aus Eintonflöten gebündelte Panflöte. In Europa verhalf dagegen die Einführung von Ventilen, Klappen und Stimmzügen den Blechblasinstrumenten zu einem chromatischen Tonvorrat und dadurch zu den breiten musikalischen Einsatzmöglichkeiten der Trompeten weit über die vorherige Verwendung bei der Jagd und beim Militär hinaus. In Asien fand weder die eine noch die andere Entwicklung statt und traditionelle asiatische Trompeten sind bis heute mit ihrem magisch-religiösen Hintergrund Zeremonialinstrumente bei weltlichen und religiösen Anlässen geblieben, die sich kaum zur Melodiebildung eignen.

### Antike Trompeten

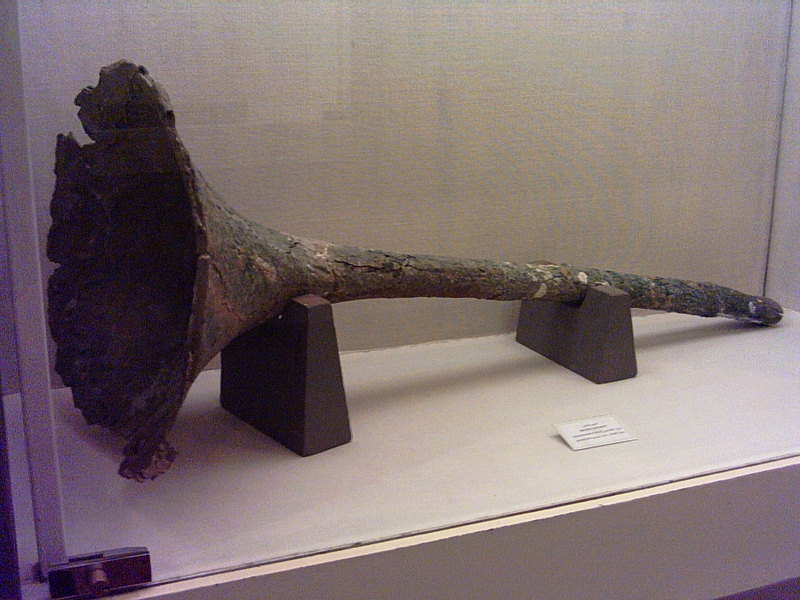
Trompetenfund „karna“ vom Iranischen Hochland, um 500 v. Chr. Persepolis-Museum.

Die frühesten trompetenähnlichen Funde aus Silber und Gold sind 10 bis 20 Zentimeter lang und stammen vom Iranischen Hochland (ausgegraben in Tepe Hissar, Gorgan und Schahdad, Provinz Kerman). Sie werden zwischen 2200 und 1750 v. Chr. datiert und gehören zur weiter nördlich in Zentralasien gelegenen Oasenkultur (Bactria–Margiana Archaeological Complex, BMAC). Die kurzen Trompeten aus dem Gebiet zwischen Nordafghanistan und Südtadschikistan werden nach dem antiken Namen des Flusses Amudarja „Oxus-Trompeten“ genannt. Der sehr hoch tönende und möglicherweise bei der Jagd verwendete Trompetentyp ist durch einen teilweise als ein Kopf oder mehrere Köpfe mit menschlichen Gesichtszügen gestalteten Wulst in der Mitte der Röhre charakterisiert.
Die vermutlich älteste Darstellung einer geraden Trompete ist auf einem bruchstückhaft erhaltenen sumerischen Steinrelief aus Ḫafāǧī zu sehen, das auf etwa 2600 v. Chr. in die Mesilim-Zeit datiert wird. Um 2400 v. Chr. wurden in Mesopotamien Trompeten als Ritualinstrumente schriftlich erwähnt. Abbildungen aus der Mitte des 13. Jahrhunderts v. Chr. zufolge handelte es sich um endgeblasene Kupfertrompeten, die als Nachahmung eines Tierhorns leicht gekrümmt waren. Nordeuropäische bronzezeitliche Luren vom Ende des 2. Jahrtausends bis zur Mitte des 1. Jahrtausends v. Chr., die meist paarweise gefunden wurden, stellen mit ihrer gekrümmten Form vermutlich Weiterentwicklungen von zuvor rituell geblasenen Ochsenhörnern dar.
Die mutmaßlich älteste ägyptische Trompetenabbildung ist ein Relief in der Vorhalle der Mastaba des Kagemni (in Sakkara) vom Übergang der 5. zur 6. Dynastie (um 2400 v. Chr.), das eine Reihe von Würdenträgern bei der Überfahrt über den Nil darstellt. Zwischen den Ruderern steht ein Junge, der in der rechten Hand waagrecht ein Blasinstrument hält. Obwohl nur eine dünne Röhre ohne Schallbecher zu sehen ist, erkennt Hans Hickmann (1961) wegen der einhändigen Spielhaltung eine Trompete, die bei einem Totenkult eingesetzt wird. Im Alten Ägypten wurden scheneb genannte Metalltrompeten den meisten bildlichen Darstellungen zufolge von einem Spieler geblasen, der – wie in der Grabkapelle des Nebamun, Anfang 14. Jahrhundert v. Chr. – eine Truppe von marschierenden Soldaten oder eine Parade leitete, die übrigen Trompeten gehörten zu königlichen Zeremonien. Aus dem Grab des Tutanchamun (reg. um 1332–1323) stammen zwei gut erhaltene kurze Trompeten, die bestätigen, dass die dargestellten Instrumente Metalltrompeten waren.
Es ist unklar, inwiefern für die im Alten Testament genannten Musikinstrumente eine kulturelle Klassifizierung nach festgelegten Kriterien existierte; sie besaßen jedenfalls damals eine symbolische Bedeutung, nach der sie nicht durchgängig einheitlich und mit gewissen Überlappungen eingeteilt werden. Zu den Musikinstrumenten der frühen nomadischen Zeit mit einer magischen Bedeutung gehören das gebogene Widderhorn schofar, die gerade Metalltrompete chazozra (hasosrah), die Rahmentrommel tof und die Zimbeln mesiltayim (in der Septuaginta kimbalom). Daneben gab es Instrumente der städtischen Musik und Kunstmusik während der Königreiche (Leier kinnor, größeres Zupfinstrument nevel und Blasinstrument chalil). Zu den sakralen Musikinstrumenten am Tempel gehörten wiederum schofar, chazozra, chalil, kinnor, nevel und mesiltayim.
Der hebräische Name der aus gehämmertem Silber bestehenden Metalltrompete, chazozra (Plural chazozrot), kommt 31 Mal im Alten Testament vor, in den meisten Fällen als Kultinstrument der Priester und nur drei Mal im Zusammenhang mit Krieg (darunter (2 Kön 11,14 )). Joachim Braun (2002) zufolge ist chazozra vermutlich mit dem arabischen Verb hsr („heulen“, „schreien“) verbunden, während David Wulstan die entsprechende hebräische Konsonantenwurzel mit „Gehäuse“, „Umzäunung“, folglich „Röhre“, übersetzt. Damit ist der Name der israelitischen Metalltrompete nicht aus dem Ägyptischen abgeleitet; nach weit verbreiteter Ansicht scheint jedoch die chazozra von den in Form und Material ähnlichen altägyptischen Militärtrompeten scheneb abzustammen, wenn auch ein Einfluss von Trompeten der Philister oder Phönizier nicht auszuschließen ist. Eine der beiden Exemplare im Grab des Tutanchamun ist 58 Zentimeter lang und besteht aus Silber, die andere, 49 Zentimeter lange besteht aus teilweise vergoldetem Bronzeblech. Beide Grabfunde produzieren zwei brauchbare Töne in ungefähr demselben Intervall wie auch eine über 1000 Jahre jüngere Trompete aus der griechisch-römischen Zeit (1. Jahrhundert v. Chr.).

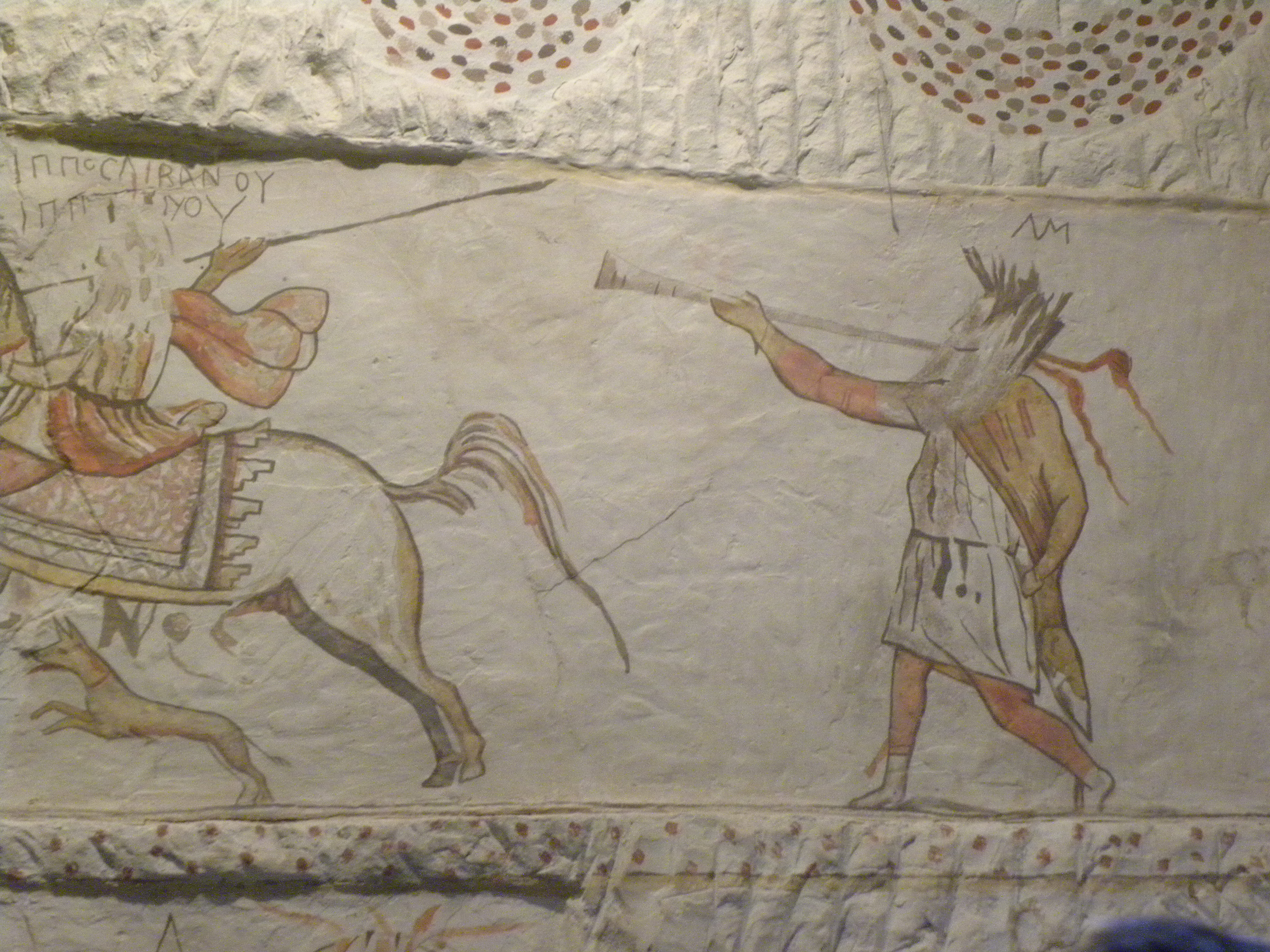
Hellenistisches Wandbild in einer Grabhöhle beim antiken Ort Marescha. Langtrompete tuba in einer magischen Funktion bei der Jagd, 3. Jahrhundert v. Chr.

Die ältesten Funde von kultisch verwendeten Schneckenhörnern in Palästina werden in die Spätbronzezeit (Tel Nami, 13. Jahrhundert v. Chr.) und Früheisenzeit (Tel Qasile, 12./11. Jahrhundert v. Chr.) datiert, der früheste archäologische Nachweis für die Verwendung von Trompeten in Palästina stammt aus dem 3. Jahrhundert v. Chr. Im biblischen Ort Marescha, der von Edomitern beherrscht wurde, bevor er im Hellenismus zu griechischen Machtbereich kam, sind hellenistische Wandmalereien erhalten, die wie zuvor bei den Assyrern die Musik in den Dienst der Jagd stellen. Das Wandbild in einer Grabkammer aus dem 3. Jahrhundert v. Chr. zeigt einen Trompetenbläser hinter einem mit einem langen Speer jagenden Reiter. Er hält die 120 bis 130 Zentimeter lange Trompete, die einer römischen tuba gleicht, mit der ausgestreckten rechten Hand waagrecht nach vorn, die linke Hand ist an die Hüfte gelegt. Es ist die vielleicht älteste Abbildung einer Trompete bei einer Jagdszene.
Die historischen karnā und die heute in Nordindien und in der Region Turkestan vorkommenden karna/karnai werden wegen ihrer schlanken, zylindrischen oder leicht konischen Form zu den Trompeten gezählt, obwohl sich ihr Name von einem Horn herleitet, das in der Bibel erwähnt wird. Arabisch karnā geht auf Aramäisch qarnāʾ zurück, das mit dem hebräischen Wort qeren verwandt ist. Qeren ist ein sehr altes Wort, das gleichermaßen auf einen Ursprung in semitischen und indogermanischen Sprachen zurückgeht. Die akkadische Entsprechung ist qarnu. Es bezeichnet jede Art von Tierhorn und kommt über 70 Mal im Alten Testament vor. In manchen Zusammenhängen hat das Wort qeren auch die Bedeutungen „scheinen“ (Ex 34,29 ), „leuchten“ (Hab 3,4 ) und „erlösen“ (Ez 29,21 ). Als „Tierhorn“ steht qeren in verschiedenen Zusammenhängen: In (Gen 22,13 ) verfängt sich der Widder, den Abraham anstelle seines Sohnes Isaaks opfert, mit seinen Hörnern im Gestrüpp. In (1 Sam 16,1 ) dient das Horn als Behälter, um Öl einzufüllen. In (Ex 27,2 ) ist der Altar mit einem Horn an jeder der vier Ecken ausgestattet. In (1 Sam 2,1 ) (LUT) erwartet Hanna die Geburt ihres Sohnes Samuel mit „mein Horn ist erhöht in dem Herrn“. Nur einmal ist mit qeren ein Musikinstrument gemeint. In der mythischen Erzählung in (Jos 6,5 ) von der Einnahme Jerichos befiehlt Gott den Priestern, sieben Widderhörner (qeren ha-yovel) zu blasen und der Prozession mit der Bundeslade voranzugehen. In ihrer magischen Bedeutung sind hier queren und schofar nicht zu unterscheiden. Yovel steht für „Jubeltag“, „Jubiläum“ und „Widder“, die Konsonanten yvl bedeuten „führen“ und „Führer der Herde“.
In der aramäischen Bibel (Targum) wird in (Ez 7,14 ) das hebräische Wort für den lauten anhaltenden Ton des schofar mit qarnā übersetzt. Daraus wird in der altgriechischen Septuaginta salpinx (anstelle des sprachverwandten altgriechischen keres für „Tierhorn“) und in der lateinischen Vulgata tuba. Damit wurde das im Hebräischen mehrdeutige und nur in einem Fall in einem musikalischen Zusammenhang stehende Wort qeren ohne Zweifel als eine Art Trompete aufgefasst und in den genannten Sprachversionen überliefert.
Im Buch Daniel, das zwischen 167 und 164 v. Chr. verfasst wurde, kommt an vier Stellen in nahezu derselben Form eine Musikgruppe vor, die zur Verehrung eines Gottesbildes gehörte. So heißt es in (Daniel 3,5 ): „Sobald ihr den Klang der Hörner, Pfeifen und Zithern, der Harfen, Lauten und Sackpfeifen und aller anderen Instrumente hört, sollt ihr niederfallen und das goldene Standbild verehren, das König Nebukadnezzar errichtet hat.“ Die aramäischen Instrumentennamen in diesem Satz lauten qarnā, maschroqītā (hebräische Wurzel srk, ein Rohrblattinstrument), qaytrōs (eine Leier), śabka (kleine vertikale Winkelharfe, in der Vulgata sambuca), psanĕttērīn (vermutlich große Winkelharfe), sūmpōnyā (entweder Sackpfeife, Bezeichnung für das gesamte Ensemble oder für eine Trommel) und kol zĕnēy („alle Arten“ von) zĕmārâ („Musikinstrument“). Mit qarnā, dem Wort für „Naturhorn“, ist vermutlich auch hier eine Trompete aus Metall oder Ton gemeint.
Im Neubabylonischen Reich waren Trompeten Abbildungen zufolge 70 bis 90 Zentimeter lang und dienten wie im antiken Mittelmeerraum als Signalinstrumente: Nach mehreren Feldzügen gegen die Völker Mesopotamiens, die sich ihm nicht unterworfen hatten, ließ der assyrische König Sanherib (reg. um 705–680 v. Chr.) in seinem Palast in Ninive darstellen, wie die deportierten Völker zum Arbeitseinsatz gezwungen wurden. Auf einem Orthostatenrelief sind zwei Trompeter erkennbar, die auf einer aus Stein gehauenen kolossalen Tierfigur stehen. Der erste der beiden bläst eine waagrecht gehaltene, zylindrische, am Ende leicht konische Trompete. Der andere Trompeter hält sein Instrument mit der linken Hand nach unten, während er offenbar mit der ausgestreckten rechten Hand Anweisungen erteilt. Die Trompete dient in dieser Szene als Signalinstrument für die Arbeiterkolonnen, an die der Trompeter die Befehle weitergibt.
Wie die im Buch Daniel erwähnte qarnā ausgesehen haben könnte, zeigen zur selben Zeit aus dem Partherreich bekannte Darstellungen: Auf einem um 160 v. Chr. entstandenen Relief von der Hauptstadt Hatra sind an Blasinstrumenten die Panflöte, ein Doppelrohrblattinstrument, ein Blasinstrument mit zwei Spielröhren (von Typ des aulos) und die Trompete abgebildet. Letztere war etwa 50 Zentimeter lang, bestand aus Ton und besaß eine weite zylindrische Röhre mit einem breiten trichterförmigen Schallbecher, aber kein Mundstück. Die Parther spielten die Trompete bei Hochzeiten und anderen festlichen Anlässen.

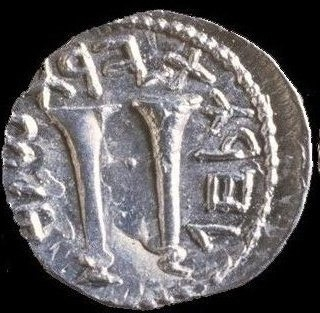
Möglicherweise zwei silberne Trompeten chazozra auf einer Bar-Kochba-Münze.

Wie qarnā konnte in der Antike das griechische Wort bukane ein Hirteninstrument (Kuhhorn) und ein militärisches Signalhorn bezeichnen. Für den römisch-jüdischen Geschichtsschreiber Flavius Josephus (um 37 – um 100 n. Chr.) war die im Tempel gespielte bukane eine Erfindung des Propheten Mose, die er als ein gerades Blasinstrument aus Silber mit einer etwas dickeren Röhre als beim aulos, einem Mundstück und einem Schallbecher wie bei der salpinx beschrieb. Obwohl diese ungenaue Beschreibung auch auf Rohrblattinstrumente zutreffen könnte, gelten die beiden Blasinstrumente auf den Bar-Kochba-Münzen häufig als Trompeten, die Vorläufer der mittelalterlichen arabischen nafīr sein könnten. Andere Autoren erkennen eine Pirouette am Mundstück und schließen auf Kegeloboen. Mit dem verwandten lateinischen Namen bucina wurden ebenfalls ein Tierhorn der Hirten und eine metallene Signaltrompete des Militärs bezeichnet.
Die im Tempel verwendete Trompete findet sich in einer späten Version auf einer Wandmalerei in der Synagoge von Dura Europos um 250 n. Chr., auf der König David mit seiner Leier kinnor und Trompetenbläser zu sehen sind. Nach den Eroberungen Alexanders des Großen wurden in dem ab 320 v. Chr. gebildeten und über den Mittleren Osten bis nach Zentralasien reichenden Seleukidenreich Trompeten bei Militäreinsätzen verwendet. Das Gleiche gilt für die zentralasiatischen Reitervölker, die im 3. und 2. Jahrhundert v. Chr. gegen die Chinesen kämpften. Auf einem Felsrelief von Taq-e Bostan bei Kermānschāh in Iran ist ein sassanidisches Militärorchester mit paarweise gespielten Trompeten abgebildet, die in ihrer Form der römischen tuba ähneln. Das Relief entstand unter König Chosrau II. (reg. 590–628) und zeigt den zur Hirschjagd reitenden König, über den ein Diener einen Sonnenschirm hält. Hinter den beiden, am rechten Rand des Reliefs, ist eine Militärkapelle in drei Reihen aufgestellt. Erkennbar sind die große Kesseltrommel (arabisch kūs), das kleine Kesseltrommelpaar (tāsa), eine zweifellige Röhrentrommel, die Kegeloboe (surnā) und zwei Musiker mit paarweise geblasenen Langtrompeten. Dieses lautstark auftretende Orchester unterscheidet sich deutlich vom Hoforchester auf der anderen Seite des Königs, das vor allem mit leisen Winkelharfen tschang und der Mundorgel muschtaq spielt. Die Langtrompeten werden auch mehrfach als karranāy im 1010 fertiggestellten persischen Nationalepos Schāhnāme erwähnt. An einer Stelle der von Firdausi verfassten historisch-mythischen Erzählung blasen in der Schlacht die Trompetenspieler auf dem Rücken von Elefanten, während andere die Trommeln schlagen. Bereits die Griechen setzten in ihren Militärorchestern Trompeten (salpinx), gedoppelte Rohrblattinstrumente (aulos) und Trommeln ein. Trompeten blasende Reiter auf dem Schlachtfeld sind ebenso von den Kelten und Römern bekannt. Des Weiteren gab es in der sassanidischen Zeit in Iran auf Pferden befestigte Kesseltrommeln, die zusammen mit Trompete blasenden Reitern bei Kämpfen geschlagen wurden.
Nach dem Ende des Römischen Reiches waren in Europa bis zum 10. Jahrhundert kaum Trompeten vorhanden, es gab nur etliche gebogene Hörner in unterschiedlichen Formen und Größen. Die Mitte des 8. Jahrhunderts in irischen Buchmalereien zum Jüngsten Gericht blasende metallene trumba hält Curt Sachs (1930) für eine Rückbildung der römischen tuba. Eine konische Trompete nach römischem Vorbild ist zusammen mit anderen Blasinstrumenten in einem Manuskript der Etymologiae des Isidor von Sevilla aus dem 10./11. Jahrhundert abgebildet.

### Arabische Trompeten

Illustration von Yahya ibn Mahmud al-Wasiti zu den Maqāmāt al-Hariris. 31. Maqāma: Pilgerkarawane musiziert mit Trommeln und zwei konischen Trompeten (būq) auf dem Weg nach Mekka. Baghdad 1237.

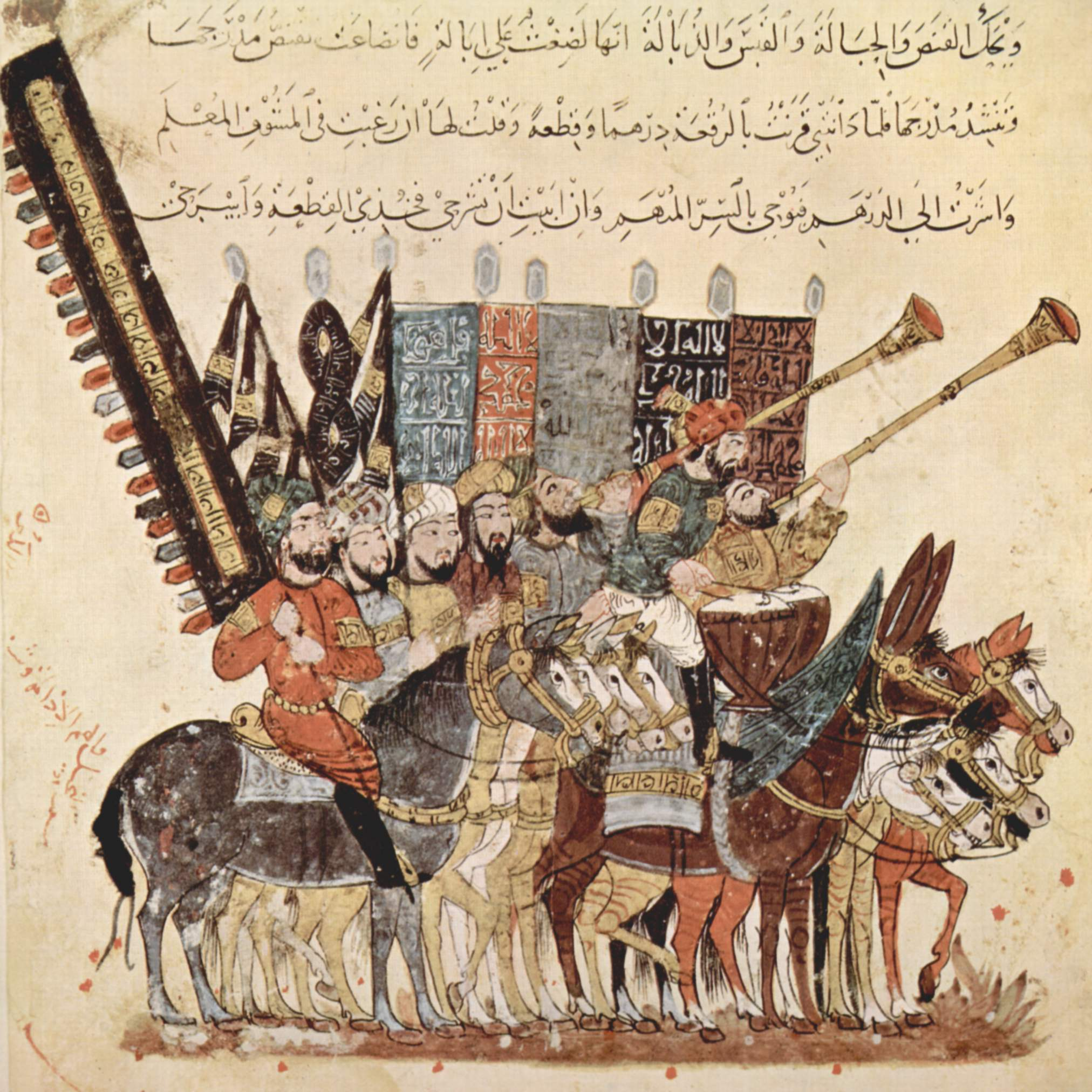
Illustration von Yahya ibn Mahmud al-Wasiti in derselben Handschrift. 7. Maqāma: Reitergruppe mit Fahnen, Standarten und Musikinstrumenten, darunter zwei langen zylindrischen Trompeten (nafīr). Baghdad 1237.

Um 1200 tauchten in Westeuropa unter dem altfranzösischen Namen buisine lange gerade Metalltrompeten auf, die zur Zeit der Kreuzzüge aus dem muslimischen Nahen Osten importiert worden waren und laut dem Dichter Wirnt von Grafenberg (13. Jahrhundert) „nach der heiden site“, das heißt, auf orientalische Weise gespielt wurden. Die in Europa verschwundene römische tuba mit einer konischen Röhre wurde im Byzantinischen Reich kontinuierlich weiterverwendet. Die orientalische Trompete war weder eine schlichte Nachahmung der Trompeten aus dem antiken Mittelmeerraum noch der sassanidischen Instrumente, sondern übernahm außerdem spätere persische Entwicklungen. Die langen zylindrischen Trompeten mit breiten Wülsten am Ende der Rohrabschnitte, die zur Zeit des Dritten Kreuzzugs nach Europa gelangten, prägten den europäischen Metalltrompetentyp bis zum Ende des Mittelalters und sind zahlreich auf Fresken in italienischen Kirchen abgebildet. Ein Fresko vom Ende des 11. Jahrhunderts in der Kirche Sant’Angelo in Formis bei Capua mit vier Engeln, die lange konische und leicht gebogene Trompeten blasen, gilt als die früheste Abbildung der importierten orientalischen Trompeten.
Nach Auskunft des arabischen Historikers Ibn Chaldūn (1332–1406) waren in frühislamischer Zeit die Trompete (būq, Plural abwāg) und die Trommel (tabl) im Militärwesen noch unbekannt. Der unspezifische arabische Name būq für alle Blechblasinstrumente („Trompete“ oder „Horn“), der seit dem 9. Jahrhundert in der Literatur erscheint, ist vermutlich vom lateinischen bucina abgeleitet und unter anderem mit Georgisch buki für eine mit der römischen tuba verwandte Naturtrompete, mit albogue für Hornpfeifen in Spanien und mit bankia, einem regionalen Namen der S-förmig gebogenen Trompeten shringa in Indien verwandt. Im 7./8. Jahrhundert war būq für die Araber noch keine Kriegstrompete, so hieß mutmaßlich das auf der Arabischen Halbinsel geblasene Schneckenhorn. Dem Historiker Ibn Hischām im 9. Jahrhundert zufolge wurde mit būq in den Jahrhunderten zuvor nur die Kriegstrompete der Christen und das Blasinstrument für den Ruf zum Gebet bei den Juden bezeichnet.
Stattdessen gebrauchten die frühislamischen Araber bei Kämpfen das Rohrblattinstrument mizmar und die rechteckige Rahmentrommel duff. Im 10. Jahrhundert stellte dann das mit der Trompete būq an-nafīr, der Kegeloboe surnā, den unterschiedlich großen Kesseltrommeln dabdab und qasa sowie den Becken sunūj (Singular sinj) besetzte Militärorchester ein bedeutendes Repräsentationssymbol für die arabischen Herrscher dar. Als der Fatimiden-Kalif al-ʿAzīz (reg. 975–996) im Jahr 978 von Ägypten aus nach Syrien einmarschierte, hatte er 500 Musiker mit Signalhörnern (Clairon, būq) dabei; die Quellen berichten auch bei anderen Anlässen von großen fatimidischen Militärorchestern. Arabische Autoren um diese Zeit unterschieden die Metalltrompeten būq und nafīr. Zwischen dem 11. und 14. Jahrhundert wurde das Instrumentarium der Militärkapellen deutlich vielfältiger und folglich dürften sich auch die musikalischen Möglichkeiten erweitert haben.
Als das Heer der ägyptischen Mamluken im Jahr 1250 den Sechsten Kreuzzug, der unter der Führung des französischen Königs Ludwig IX. in Ägypten auf dem Vormarsch war, erfolgreich zurückschlug, hatte die Militärkapelle des Sultans einen gewissen Anteil am Sieg. Während der Herrschaft der mamlukischen Bahri-Dynastie gehörten im 13. Jahrhundert zu den Militärorchestern des Sultans 20 Trompeten, 4 Kegeloboen, 40 Kesseltrommeln und 4 weitere Trommeln. Das Mamlukenheer wurde von 30 Emiren befehligt, von denen jeder über eigene Musiker verfügte, die 4 Trompeten, 2 Kegeloboen und 10 Trommeln spielten. Die Militärkapellen wurden tabl-chāna („Trommelhaus“) genannt, da sie in einem Raum des Haupttores im Palast aufbewahrt wurden.
Über die Namen und ungefähre Form der orientalischen Trompeten im späten Mittelalter geben arabische Quellen Auskunft. Der arabische Name nafīr wurde erstmals im 11. Jahrhundert bei den Seldschuken erwähnt. Die ursprüngliche Bedeutung von nafīr war „Aufruf zum Krieg“, weshalb die entsprechend verwendete Trompete būq an-nafīr genannt wurde. Im heutigen Türkischen steht nefir für „Trompete/Horn“ und „Kriegssignal“. Zu unterscheiden ist die gerade Trompete nafīr der frühen osmanischen Militärkapellen (mehterhâne) von der auf europäischen Einfluss zurückgehenden, gewundenen Trompete boru in späterer Zeit. Auf nafīr wird Spanisch añafil für eine mittelalterliche spanische Langtrompete zurückgeführt und dem deutschen Wort Fanfare liegt mutmaßlich anfār, der arabische Plural von nafīr zugrunde.

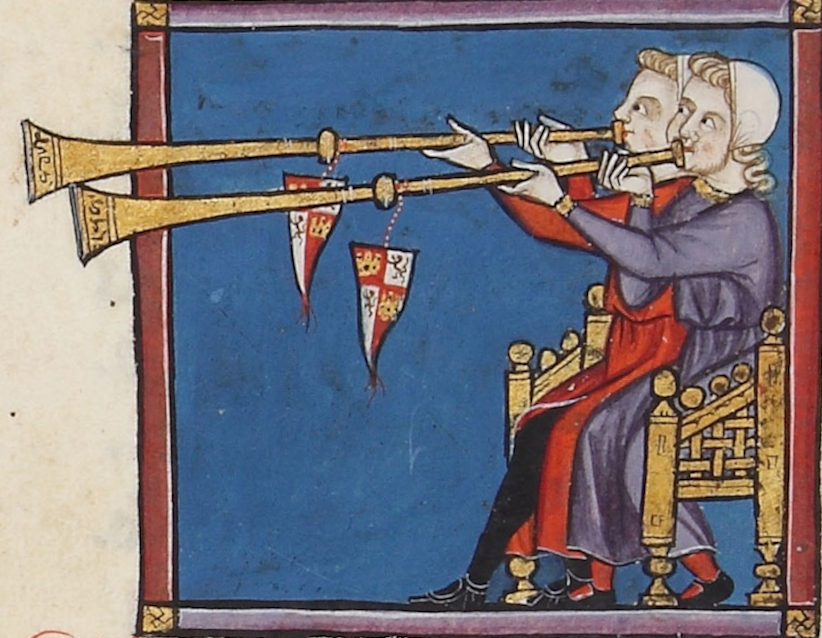
Miniatur mit zwei spanischen añafiles in den Cantigas de Santa Maria, zweite Hälfte 13. Jahrhundert.

Die arabische nafīr war wohl überwiegend eine lange zylindrische Metalltrompete mit einem hohen schrillen Klang, der sich besser zur Signalgebung eignete als der tiefere und dumpfere Klang der konischen Trompeten. Laut dem persischen Musiktheoretiker Abd al-Qadir Maraghi (bin Ghaybi, um 1350–1435) war die nafīr 168 Zentimeter (zwei gaz) lang. Der klangliche Unterschied geht aus dem Vokabular des irakischen Historikers Ibn al-Tiqtaqa (1262–1310) hervor, wonach der nafīr-Spieler die Trompete „herausschrie“ (sāha), während der Spieler der konischen Trompete, die hier als būq bezeichnet wird, sein Instrument „blies“ (nafacha). Abd al-Qadir al-Maraghi beschrieb die karnā als S-förmig aus zwei Halbkreisen gebogen, die in der Mitte gegeneinander gedreht werden – wie die heutige shringa in Indien.
Eine Miniatur von Yahya ibn Mahmud al-Wasiti zu den Maqāmāt des arabischen Dichters al-Hariri (1054–1122) in einer Handschrift aus dem Jahr 1237 zeigt eine Karawane mit Kamelen und Pferden, die sich auf der Pilgerfahrt nach Mekka befindet. Der vornehme Pilger in der Illustration zum 31. Maqāma reist mit seiner Frau in einer Sänfte und etlichen Dienern, die zu Fuß gehen. Die Musiker spielen zwei schlanke röhrenförmige Kesseltrommeln (tabl al-haddsch) und zwei Trompeten (būq), die konisch sind und relativ kurz. Dass die Musiker je nach Anlass unterschiedliche Musikinstrumente verwendeten, zeigt die Illustration zum 7. Maqāma in derselben Handschrift. Hier ist eine arabische Militärkapelle abgebildet, die mit Fahnen und Standarten auftritt. Die beiden Trompeten (nafīr) sind lang und zylindrisch. Anstelle der schlanken Kesseltrommel spielten die Militärmusiker das kleine Kesseltrommelpaar naqqāra, die mittelgroße Kesseltrommel kūsāt, die sehr große Kesseltrommel kūrgāt, die Zylindertrommel tabl sowie die Kegeloboe surnā und einige Schlagidiophone.
Einen weiteren Trompetentyp zeigt eine persische Miniatur in einem Manuskript vom Ende des 14. Jahrhunderts der von al-Qazwīnī (1203–1283) verfassten Kosmografie Adscha'ib al-machlūqāt („Wunder der Schöpfung“). Der muslimische Engel Isrāfīl erscheint ähnlich wie der christliche Erzengel Gabriel als Verkünder des Auferstehungstages. Mit seiner Trompete bläst er zum Jüngsten Gericht. Die beiden kugelförmigen Wülste an seiner Trompete sind die Verbindungsstellen der drei Teile, aus denen sie besteht: ein Mundstück, ein gerades zylindrisches Rohr und ein trichterförmiger Schallbecher.
Gemäß dem Reisebericht Seyahatnâme des osmanischen Schriftstellers Evliya Çelebi (1611 – nach 1683) war die karranāy im 17. Jahrhundert im Osmanischen Reich eine gebogene Trompete aus Silber, die einen Ton wie der Schrei eines Esels produzierte. Sultan Murad IV. (reg. 1623–1640) soll diese Trompete von seinem erfolgreichen Feldzug gegen Jerewan 1635 nach Konstantinopel mitgebracht haben.

### Persische Trompeten

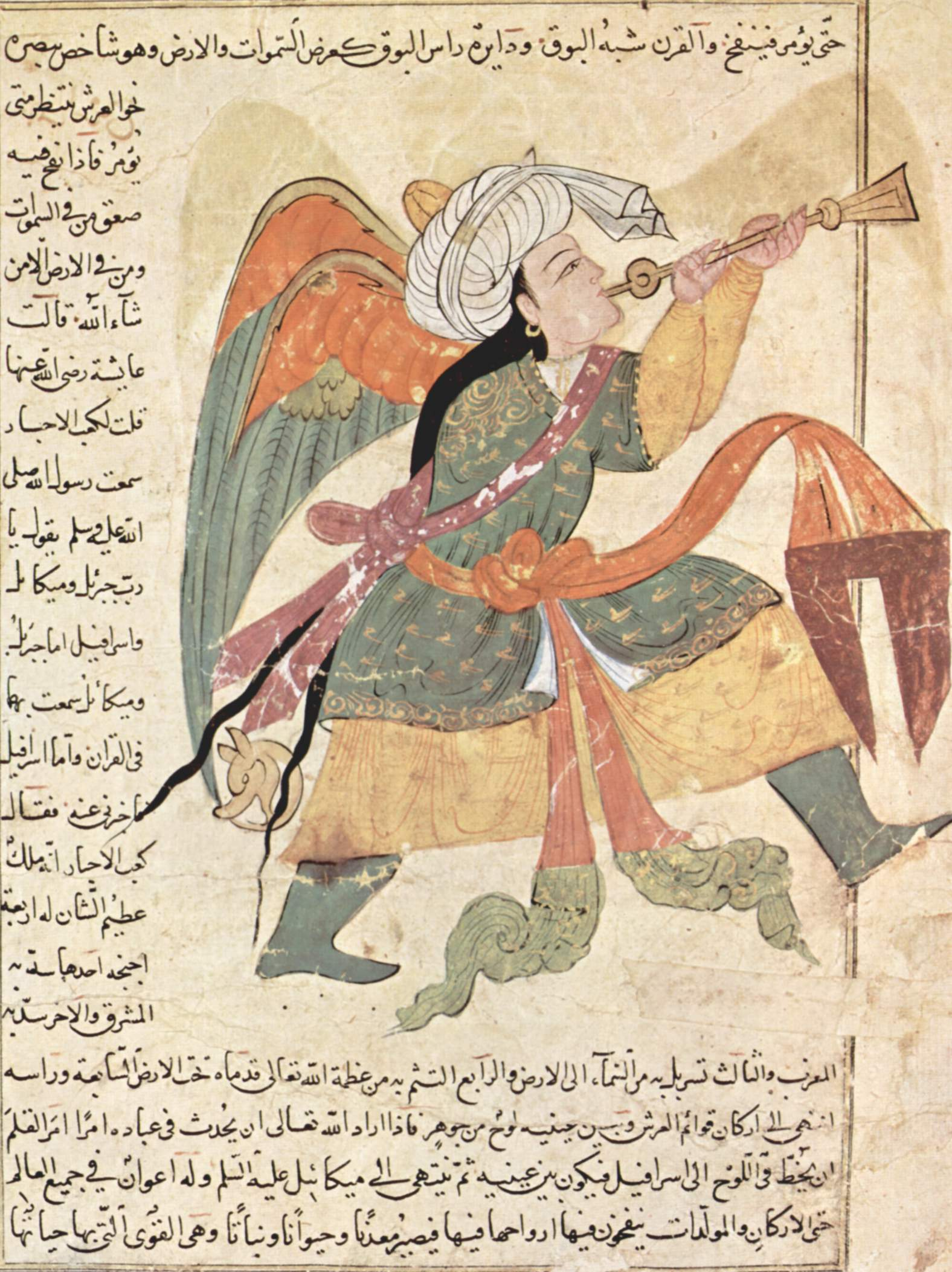
Der Engel Isrāfīl bläst eine dreiteilige zylindrische Trompete. Miniatur in einer al-Qazwīnī-Handschrift vom Ende des 14. Jahrhunderts.

Im Iranischen Hochland ist die lange Metalltrompete seit der sassanidischen Zeit (224–651) bekannt. Ein mit Kesseltrommeln, Röhrentrommeln, geraden und gebogenen Trompeten und Rohrblattinstrumenten besetztes tabl-chāna oder naqqāra-khāna, das in erster Linie ein Privileg der Kalifen und der Emire war, durfte unter den Buyiden im 10./11. Jahrhundert allmählich auch von anderen Würdenträgern (Ministern, Militärführern), die eine eigene Armee unterhielten, befehligt werden. Unter den Seldschuken wurde dieses Privileg im 11. Jahrhundert, abgestuft nach der Größe des Orchesters, auf einen weiteren Kreis von Befugten ausgedehnt. Ibn Battūta beschrieb die vom Militär zur Zeit des Abū Saʿīd, einem von 1316 bis 1335 regierenden Ilchan, praktizierten Zeremonien. Demnach verfügte jeder Emir über ein Orchester mit Trommeln und Trompeten; auch die Hauptfrau des Regenten und die Prinzessinnen besaßen eigene Trommeln, die zeremoniell zu bestimmten Tageszeiten geschlagen wurden. Wenn Abū Saʿīd sich auf Reisen begab, ertönte das Orchester, wie dies auch für die Ankunft von anderen Herrschern berichtet wird.
Gemäß den beiden Anfang des 15. Jahrhunderts von Abd al-Qadir al-Maraghi verfassten musiktheoretischen Werken Dschame′ al-Alhān („Melodiensammlung“) und Maqasid al-Alhān („Sinn der Melodien“) waren die arabischen Namen būq und nafīr auch im Persischen als Blasinstrumente bekannt, wobei Abd al-Qadir mit būq vermutlich das aus Metall gefertigte Rohrblattinstrument būq zamrī verstand. Karnā oder karranāy bezeichnete in Persien die S-förmig gebogene Metalltrompete. Als weiteren Trompetennamen erwähnt er burgwāʾ, der vielleicht zu boru gehört.
Die ersten muslimischen Eroberer Südasiens waren Araber der Umayyaden-Dynastie, die im Jahr 712 den Sindh eroberten. Irgendwann danach dürfte die arabisch-persische Militärmusik mit Kesseltrommeln, Trompeten und Kegeloboen Indien erreicht haben. Der arabische Name für das von den muslimischen Heeren verwendete Kesseltrommelpaar nagārā wurde in Indien mit der Machtübernahme des Sultanats von Delhi ab 1206 eingeführt. Während die Militärkapellen ihre bisherige Funktion beibehielten, entwickelten sie sich darüber hinaus zu Repräsentationsorchestern an den Palästen der Herrscher, die mit dem von der Trommel abgeleiteten Namen als naqqāra-khāna oder als naubat bezeichnet wurden. Das Wort naubat geht nach Henry George Farmer (1929) auf Arabisch nauba zurück, das von Abū l-Faradsch al-Isfahānī im 10. Jahrhundert in seinem Werk Kitāb al-Aġānī („Buch der Lieder“) für eine Gruppe von Musikern verwendet wird, die wohl zu bestimmten Tageszeiten auftraten. Im Lauf der Zeit wurde nauba zu einer bestimmten Musikgattung. So wurde die vom Militärorchester des Kalifen zu den täglichen fünf Gebetszeiten (salāt) gespielte Musik genannt.
Nach der um 1590 von Abu 'l-Fazl verfassten Hofchronik Āʾīn-i Akbarī des Großmogul Akbar bestand dessen naqqāra-khāna aus 63 Instrumenten. Davon waren zwei Drittel unterschiedliche Trommeltypen. In der dortigen Aufzählung werden außerdem 4 gerade Langtrompeten karnā aus „Gold, Silber, Messing oder einem anderen Metall“, 3 weitere gerade Metalltrompeten nafīr, 2 gebogene Messinghörner sings „in der Form eines Kuhhorns“, 9 Kegeloboen surnā (heute in Indien shehnai) und 3 Paar Handzimbeln (arabisch/persisch sanj) erwähnt.
Mit karnā war nicht mehr eine gebogene, sondern – wie bis heute üblich – eine gerade Metalltrompete gemeint. Wie ein naubat-Ensemble im 17. Jahrhundert aussah, zeigt eine Miniaturmalerei mit dem Titel „Die Kapitulation von Kandahar“, die von der Eroberung der zum Mogulreich gehörenden Stadt Kandahar durch die Safawiden 1638 handelt. In der bei Arthur Henry Fox Strangways (1914) wiedergegebenen Miniatur sind fünf Musiker mit kleinen Kesseltrommelpaaren, vier mit Kegeloboen und vier mit schräg nach oben gehaltenen Langtrompeten in einem Pavillon zu sehen. Ein in der Mitte sitzender Musiker mit einem mittelgroßen Kesseltrommelpaar ist vermutlich der Leiter. Hinzu kommen ein Musiker mit einer großen stehenden Kesseltrommel, einer mit einer gebogenen Trompete und ein Zimbelspieler. Die Trompeten sind dreiteilig mit kugelförmigen Verdickungen und enden in langen trichterförmigen Schallbechern. Drei der Schallbecher sind breit ausladend, ein Trichter ist schmal. Gezeigt werden insgesamt 18 Musiker, bei einer weiteren Person fehlt das Musikinstrument. Eine sehr frühe Abbildung einer kurzen Trompete mit einer derartigen Verdickung findet sich auf einem Relief an einem der Hindutempel von Khajuraho aus dem 12. Jahrhundert. Die abgebildete Trompete stellt wohl eine karna dar und gehört in die Zeit der muslimischen Eroberungen in Nordindien. Den Ursprung dieses sich auch mit den Seldschuken nach Westen ausbreitenden Trompetentyps vermutet Anthony Baines (1974) bei den Metallhandwerkern in Persien oder Chorasan, die typisch orientalischen Verdickungen sollten wohl der Trompete ein würdevolles Aussehen verleihen.
Der Forschungsreisende Engelbert Kaempfer (1651–1716) berichtet über seinen Aufenthalt 1683/84 im Safawidenreich während der Herrschaft von Schah Sulaiman. Das Zeremonialorchester des Schahs bestand zu seiner Zeit aus 40 Musikern und spielte täglich bei Sonnenuntergang und zwei Stunden vor Sonnenaufgang. Weitere Anlässe waren religiöse Feiertage, königliche Bankette und das Erscheinen des Neumondes. Darüber hinaus kam das naqqāra-khāna zunehmend auch bei weniger zeremoniellen Anlässen des höfischen Alltags in Verbindung mit Sängern und Tänzern zum Einsatz. Im 19. Jahrhundert bestand das naqqāra-khāna in Teheran aus ungefähr 100 Musikern und einem Dutzend Tänzern. Dort, in Qazvin, Maschhad und in Yazd überlebte die naqqāra-khāna-Tradition bis zum Ende der 1930er Jahre. In Maschhad gehörte eines der beiden Orchester zum Imam-Reza-Schrein und spielte bei religiösen Zeremonien zu Ehren von ʿAlī ibn Mūsā ar-Ridā. Der britische Zeitzeuge Percy Sykes berichtete 1909 über dieses naqqāra-khāna, deren Musiker ihre Mitgliedschaft vererbten. Die karnā bestanden aus 1,5 Meter langen zylindrischen Röhren aus Messing oder Kupfer mit zwei kugelförmigen Knoten und breiten trichterförmigen Schallbechern. Im Orchester des Schreins spielten zehn karnā, drei Kegeloboen surnā und fünf Kesseltrommelpaare naqqāra.

## Verbreitung
Zeremonielle Langtrompeten aus der arabisch-persischen Musikkultur sind heute neben Indien, Zentralasien und Iran auch im islamisierten Nordafrika verbreitet, etwa als nafīr in Marokko und kakaki bei den Hausa im Norden Nigerias. Die engmensurierte und extrem lange kakaki entspricht in ihrer Form der zentralasiatischen karnai und wurde mit der Ausbreitung der islamischen Kultur in der westlichen Sudanregion von Norden durch die Sahara, den Nil aufwärts vom Sudan oder von der ostafrikanischen Küste aus eingeführt.

### Iran

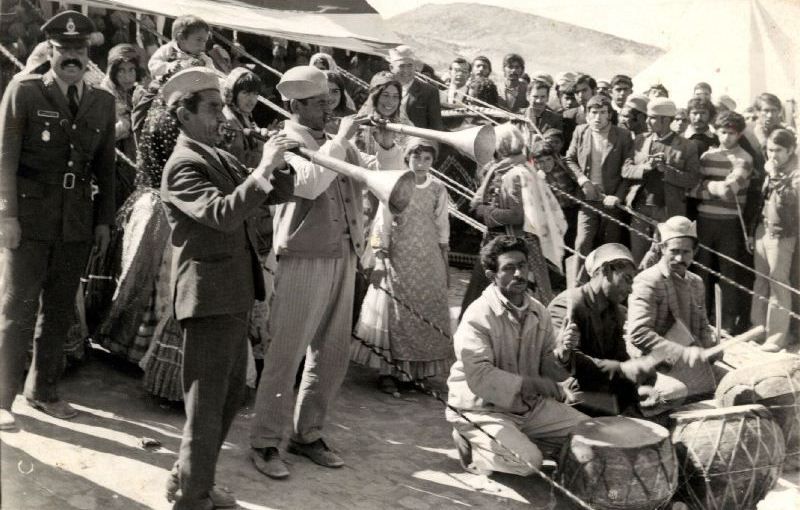
Qaschqai-Musiker im Süden Irans spielen Kegeloboen karnā und Kesseltrommeln naqqāra.

Nach dem Verschwinden des naqqāra-khāna wird eine karnā, auch derāz nāy („langes Rohr“), genannte Trompete in Iran noch beim Ritualdrama Taʿziye eingesetzt, das Schiiten für den als Märtyrer verehrten Imam Husain aufführen. Mit theatralischen Mitteln werden jedes Jahr im Trauermonat Muharram die Ereignisse, die im Jahr 680 zum Tod Husains führten, als ein Element der schiitischen Trauerzeremonien öffentlich aufgeführt. Das Ritualtheater ist seit über einem Jahrtausend bekannt und erhielt seine ungefähre heutige Form Mitte des 18. Jahrhunderts. Die beiden gegnerischen Parteien – Husain und die Aliden gegen den umayyadischen Kalifen Yazid I. – sind an den Farben ihrer Kostüme und ihrem unterschiedlichen Gesangsstil, mit dem sie ihre Verse vortragen, zu unterscheiden. Die Sänger werden von der Zylindertrommel dammam, der Trompete karnā, der Rohrflöte ney und großen Paarbecken zang aus Messing begleitet. Die karnā besteht in diesem Fall aus einer 1,8 bis 2,4 Meter langen Bambusröhre mit einem Kuhhorn als Schallbecher. In der Provinz Gilan und in Teilen der Nachbarprovinz Māzandarān tritt bei der Taʿziye-Vorführung ein Ensemble mit zehn langen Trompeten karnā auf.
Zu den Trauerzeremonien gehört auch eine Prozession, bei der Männer sich mit den Fäusten gegen die Brust schlagen (sineh-zani), begleitet von Becken, gelegentlich auch Trommeln und Trompeten. In Maschhad findet eine Trauerprozession um den Imam-Reza-Schrein statt. In Buschehr wird in jedem Stadtviertel eine solche Prozession aufgestellt und von einer Musikkapelle aus acht Zylindertrommeln dammam, acht Becken zang und einer konischen Trompete buq aus Pflanzenrohr mit einem Tierhorn am unteren Ende angeführt. Wenn die Musikkapellen aufeinandertreffen, liegt es an den Trompetenspielern, den Rhythmus zu koordinieren.
Der Name karnā ging beim turksprachigen Volk der Qaschqai und bei den Bachtiaren im südlichen Iran auf eine 90 Zentimeter lange Kegeloboe über, die in der regionalen Volksmusik verwendet wird. Das Blasinstrument mit Doppelrohrblatt besteht aus einer konischen Spielröhre aus Holz mit üblicherweise sieben Fingerlöchern und einem Daumenloch, an deren unterem Ende ein von einer Langtrompete karnā entfernter Schalltrichter aus Messing befestigt wurde. Die unhandliche Trompete sollte leichter transportierbar und einfacher spielbar gemacht werden. Diese karnā wird mit einer Zylindertrommel dohol alternativ zum kleineren Doppelrohrblattinstrument sornā oder zusammen mit diesem unter anderem bei Beerdigungen eingesetzt.

### Indien und Nepal

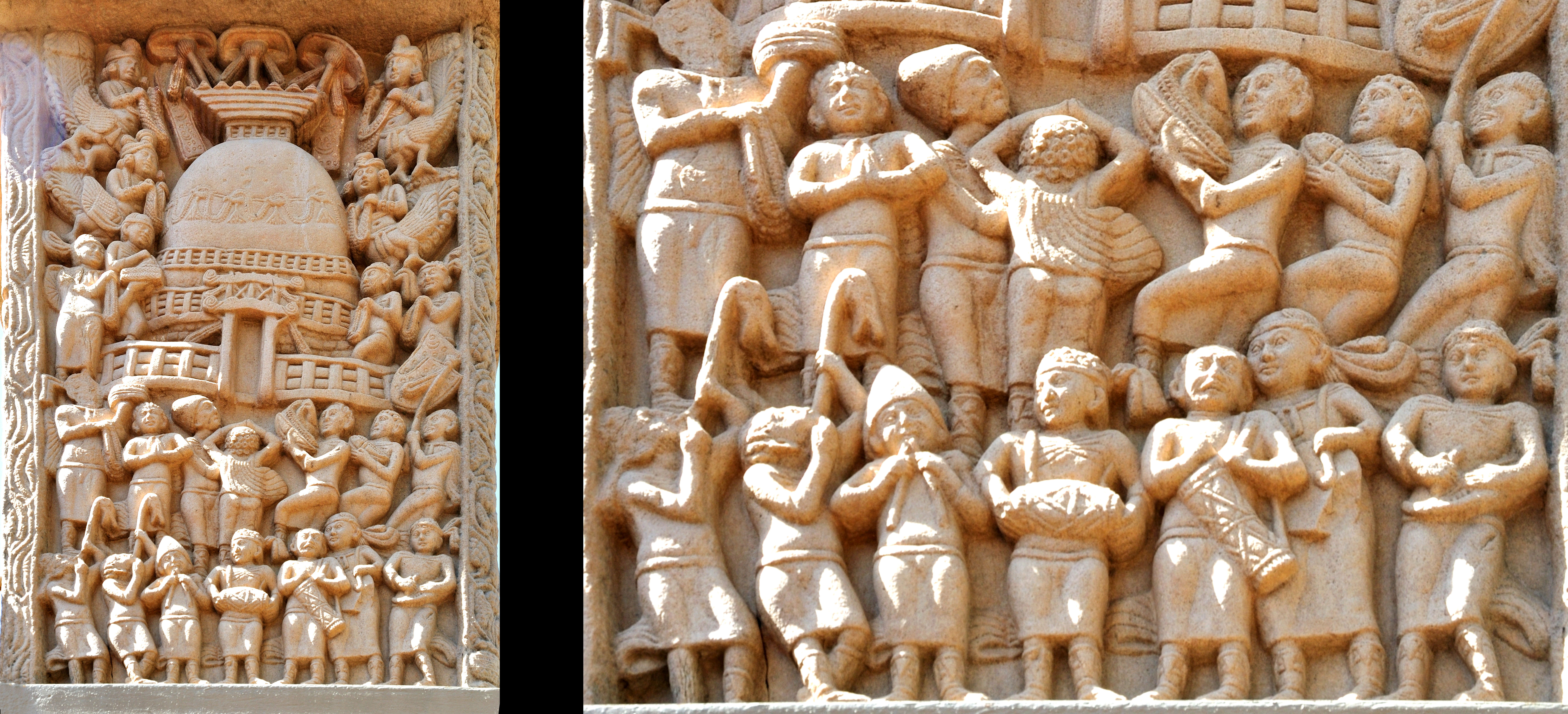
Relief am Westpfeiler des Nordtors am Stupa 1 in Sanchi, 1. Jahrhundert v. Chr. Fremdländische Besucher kommen zur Verehrung des Stupas. In der unteren Reihe stehen sieben Musiker. Von links: zwei Langtrompeten mit Tierköpfen, die an die keltische carnyx erinnern, ein Doppelblasinstrument, eine Fasstrommel, eine Sanduhrtrommel, eine Rahmentrommel, vermutlich Bogenharfe vina.

Tierhörner, die zu den ältesten Trompeteninstrumenten gehören, und Langtrompeten lassen sich in Indien bis in die vedische Zeit zurückführen. Seit der Entstehung des Rigveda, vermutlich im 2. Jahrtausend v. Chr., wurden demnach Hörner bei religiösen Ritualen verwendet. Das im Rigveda zweimal im Zusammenhang mit Göttern vorkommende Sanskritwort bakura wird als Blasinstrument (Horn oder Trompete) und mutmaßlich als Schneckenhorn interpretiert. Die bakura scheint jedenfalls ein lautes Blasinstrument gewesen zu sein, das im Krieg verwendet wurde. Curt Sachs zitiert in seinem Reallexikon von 1913 einen Satz aus dem Rigveda: „Mit dem Bakura auf die Feinde losblasend verschafften sie (die Açvin) weiten Glanz dem Ariervolk“. Seit der mittelvedischen Zeit (Anfang des 1. Jahrtausends v. Chr.) ist das Schneckenhorn mit dem Sanskritnamen shankha bekannt. Um die Zeitenwende erscheinen Schneckenhörner auf Reliefs an buddhistischen Stupas. Den mythologischen Texten zufolge wurden sie in erster Linie für religiöse Rituale verwendet und darüber hinaus als Militärtrompeten. So übertönten die im indischen Epos Mahabharata geschilderten göttlichen Helden das Kriegsgeschrei bei den Schlachten, jeder in sein eigenes Horn blasend. Im musiktheoretischen Werk Natyashastra, das um die Zeitenwende entstand, wird neben shankha ein anderes Trompeteninstrument tundakini genannt. Die auf einem Relief aus dem 1. Jahrhundert v. Chr. am Stupa 1 von Sanchi dargestellten Musikanten und Besucher sind an ihrer Kleidung und den ungewöhnlichen Musikinstrumenten erkennbar Fremde, die eine lange Reise zu der hier stattfindenden Zeremonie hinter sich haben und offenbar aus dem Westen gekommen sind oder vielleicht zur Kultur von Gandhara gehörten. Am linken Rand der unteren Bildreihe blasen zwei Musiker lange gerade Metalltrompeten, die sie mit nach hinten geneigten Köpfen annähernd senkrecht nach oben halten. Anstelle eines Schallbechers enden die Trompeten wie bei der keltischen carnyx in nach unten hängenden Tierköpfen und das Doppelblasiinstrument des danebenstehenden Musikers erinnert an den altgriechischen aulos. Der Name karna und in vielfacher Hinsicht die zeremonielle Verwendung der heutigen geraden Langtrompete in Nordindien basieren auf der mittelalterlichen arabisch-persischen Kultur. Inwieweit darüber hinaus die altindischen Trompeteninstrumente Vorläufer der heutigen darstellen, ist kaum eindeutig zu klären. Zumindest das Ensemble am Stupa von Sanchi erscheint nach der Zusammensetzung der Musikinstrumente und seiner Funktion als Vorläufer des späteren naubat, auch wenn die Form der Instrumente anders war. Im mittelalterlichen musiktheoretischen Werk Sangitaratnakara des Sarngadeva aus dem 13. Jahrhundert ist tundakini eine 90 Zentimeter lange gerade Trompete, welche das Volk turuturi oder tittiri nennt. Eine doppelt so lange Trompete wird cukka genannt. Zu den insgesamt im Sangitaratnakara erwähnten zehn Blasinstrumenten gehören außerdem kahala (Metalltrompete aus Bronze, Silber oder Gold), shringa (gebogene Metalltrompete), madhukari (entspricht mohori, Kegeloboe) und murali (bansuri, Flöte).
Die in Indien und Nepal verbreiteten drei traditionellen Trompetentypen, die nach ihrer Form in gerade, halbkreisförmige und S-förmig gebogene unterschieden werden, haben eine schmale Anblasöffnung mit oder ohne Mundstück und eine auf der ganzen Länge leicht konische Röhre gemeinsam. Langtrompeten kommen in Indien ausschließlich in der religiösen und zeremoniellen Musik zum Einsatz. Der arabisch-persische Name karnā, ebenso Hindi, Marathi und Tamil, ist mit Sanskrit und Bengali karanā verbunden.

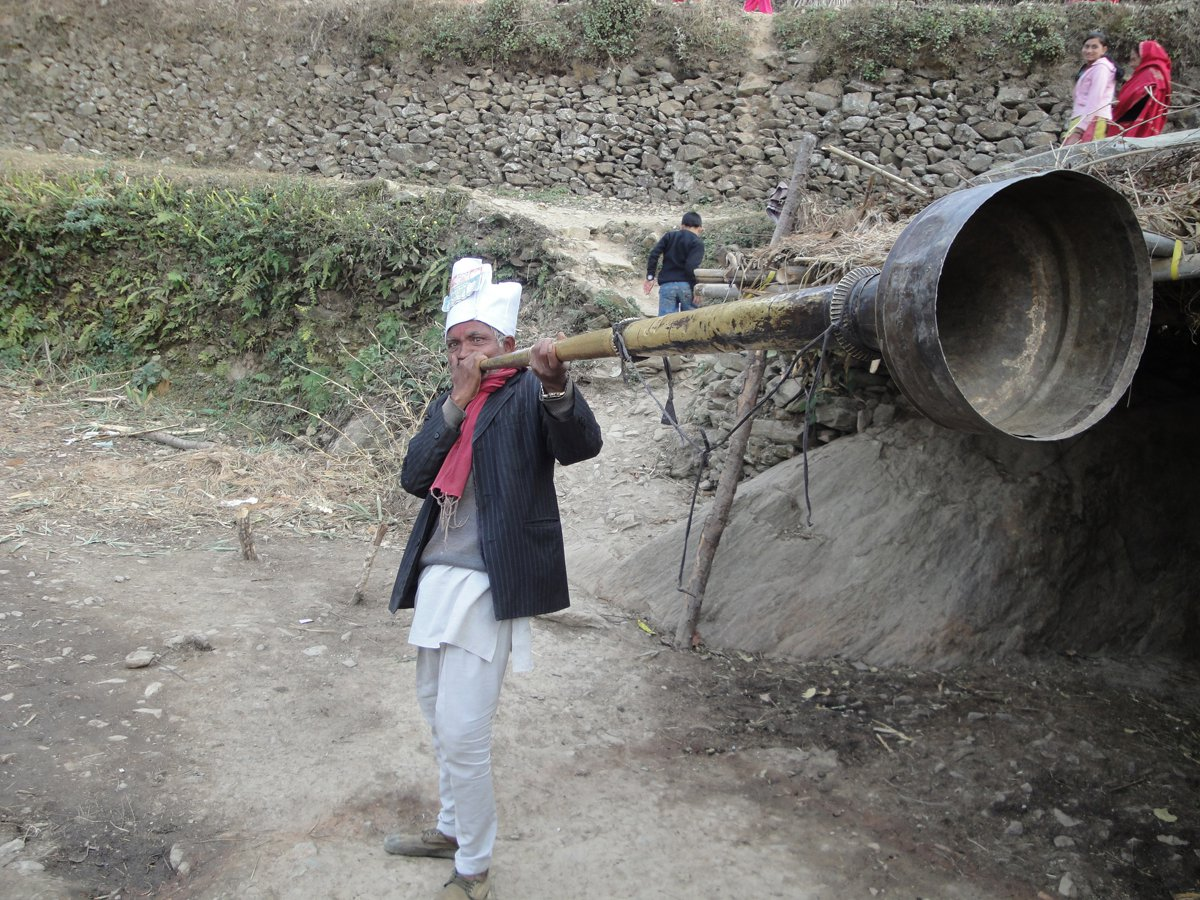
Messingtrompete Annapurna karnal mit breitem Schallbecher in Zentralnepal.

Im nordindischen Bundesstaat Himachal Pradesh und in Nepal ist die karnal (Nepali कर्नाल) eine zweiteilige teleskopartige Messingtrompete von etwa 137 Zentimetern Länge mit einem Mundstück und einem trichterförmigen Schallbecher, die in der Volksmusik, bei Tempelritualen und Prozessionen verwendet wird. Die in Zentralnepal gespielte Annapurna karnal besitzt einen breit ausgestellten Schallbecher, der bei der kalasha karnal schalenförmig ist. Das integrierte Kesselmundstück hat drei Zentimeter Durchmesser. Die karnal wird einzeln oder paarweise von Musikern der Damai-Berufskaste gespielt und gehört zum pancai baja-Ensemble. Das pancai baja-Ensemble (auch panche baja, „fünf Musikinstruments“) wird für zeremonielle Musik benötigt und besteht aus fünf Musikern mit Kegeloboen, Fasstrommeln, kleinen Kesseltrommeln, Zimbeln, gebogenen und geraden Trompeten.
Die karnal ähnelt der bhankora, die hauptsächlich in der Region Garhwal im Bundesstaat Uttarakhand bei Zeremonien, etwa bei Hochzeiten und an Hindutempeln, eingesetzt wird. In Nepal heißt die aus Kupfer oder Messing hergestellte karnal auch ponga (pãytā oder pvangā). Unter anderem dienen fünf Paar ponga zusammen mit mehreren Trommeln desikhin (mit den Händen geschlagene zweifellige Fasstrommel, ähnlich der pashchima) und Zimbeln zur Begleitung eines rituellen Tanzes bei religiösen Festen der Newar im Kathmandutal. Nach einem Bericht von 1952 gehörten paarweise gespielte karna in Nepal zu allen religiösen oder offiziellen Zeremonien.
Ballinger und Bajracharya (1960) unterscheiden nach Form und Verwendung durch unterschiedliche Kasten vier gerade Metalltrompeten in Nepal: Die ponga ist demnach eine lange gerade Kupfertrompete, die aus sechs Teilen besteht und stets paarweise und meist mit der zweifelligen Zylindertrommel dhyamaya, den Bronzezimbeln bhusya und der mit einem Stab geschlagenen Bronzeplatte tainai geblasen wird. Das leicht konische Rohr der ponga ist derart dünn und fragil, dass es der Spieler mit einem im vorderen Drittel festgebundenen Stab, den er in einer Hand hält, von unten stützen muss. Die stärker konische Kupfertrompete paita wird aus fünf Segmenten zusammengesteckt. Bei Prozessionen und religiösen Zeremonien spielen stets fünf paita mit dem Trommelpaar kotah, den Zimbeln taa und den kleinen Bronzezimbeln babhu zusammen. Die kaha ist eine paarweise gespielte Kupfertrompete von über 1,8 Metern Länge ähnlich der ponga. Spieler dieser beiden Trompeten gehen bei religiösen und gesellschaftlichen Prozessionen voraus. Bei Begräbnissen wird die kaha mit der zweifelligen Zylindertrommel nayekhin gespielt. Die kaha gehört zur Musik der Jyapu-Kaste von Lalitpur (Patan), während die ponga von der Jyapu- und der Manandhar-Kaste in Kathmandu gespielt wird.

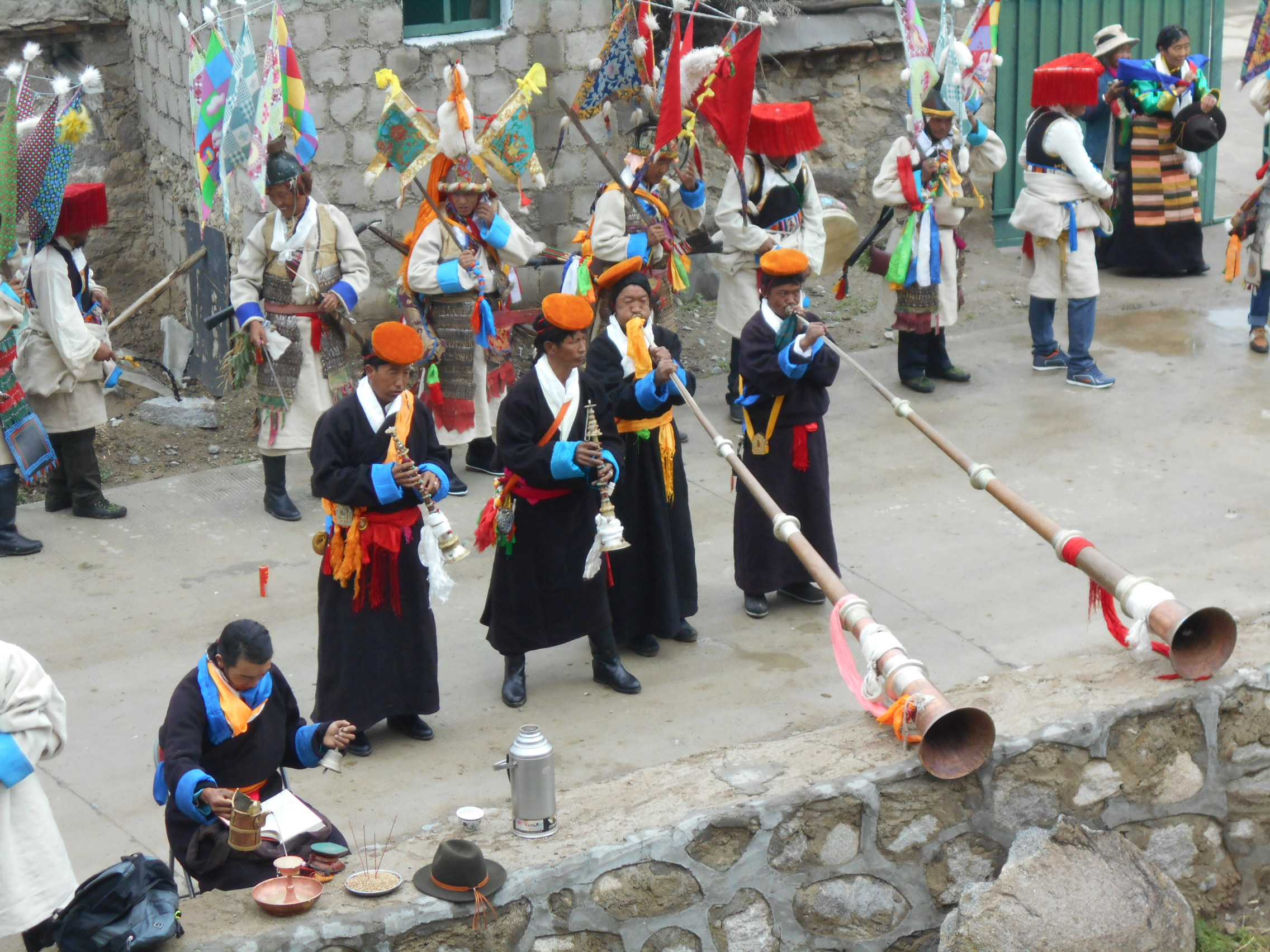
Fast ausschließlich paarweise gespielte Blasinstrumente in der tibetisch-buddhistischen Ritualmusik: Links zwei Kegeloboen gyaling, rechts zwei teleskopartig ausziehbare Langtrompeten dungchen beim Ongkor-Fest (Erntedank) in Tibet.

Der karna-Trompetentyp wird im Verbreitungsgebiet der tibetischen Musik dungchen oder thunchen, genannt. Die dungchen ist eine 1,6 bis über 3 Meter lange, kunstvoll verzierte Trompete aus Kupfer und Silber mit einer konischen Röhre aus mehreren teleskopartig ausziehbaren Teilen und einem breiten Schallbecher, die meist paarweise in Tibet, Ladakh und Bhutan bei tibetisch-buddhistischen Ritualen gespielt wird. Nach der Tradition der tibetischen Klöster werden die dungchen bei Sonnenaufgang und Sonnenuntergang, zu Beginn eines religiösen Rituals sowie bei der Ankunft oder Abreise bedeutender Lamas geblasen. Sobald ein Spieler eine Atempause braucht, setzt der andere ein, sodass ständig ein gleichbleibender Bordunton erklingt. Die konischen Trompeten in der Himalaya-Region sind klar von den chinesischen Naturtrompeten zu unterscheiden. In China ist die la-ba eine schlanke zylindrische oder leicht konische Metalltrompete mit einem kleinen Schallbecher, der manchmal um 90 Grad nach hinten gebogen sein kann und mit der nur der zweite Teilton geblasen wird. Der Name la-ba hat einen zentralasiatischen Ursprung, der laut Curt Sachs auf die Herkunft dieser Trompete aus der Mongolei und Tibet verweist. Verwendet wurde sie Mitte des 20. Jahrhunderts beim Militär und bei Hochzeitsfeiern. Die ebenfalls als Signalinstrument mit einem Ton beim Militär bekannte hao (oder hau-tung) besitzt am unteren Ende ihrer dünnen Röhre einen breiten, annähernd zylindrischen Schallbecher. Dieser ist für den Transport abnehmbar. Die weiten konischen Trompeten des Tibetischen Hochlands wurden in China nicht übernommen.
Andere Namen für gerade Metalltrompeten in Nordindien, die bereits in altindischer Zeit bekannt waren, sind kahala und turahi. Lange gerade Trompeten sind seit Anfang des 1. Jahrtausends an den Ajanta-Höhlen abgebildet, gut erkennbar etwa auf einem Relief am Sonnentempel von Konarak (um 1250). Die Oraon, eine Adivasi-Gruppe in Bihar, verwenden die knapp 105 Zentimeter lange zylindrische Kupfertrompete bhenr. In Rajasthan werden die aus zwei Teilen bestehende, lange gerade Bronzetrompete bhungal und die ähnliche turhi in Prozessionen besonders bei Hochzeiten gespielt. Die ebenfalls zweiteilige karna in Rajasthan und die einteilige karnat in Gujarat haben einen breiteren tellerförmigen Schallbecher. Überbleibsel der Repräsentationsorchester in der Mogulzeit existieren noch als einfache naubat-Ensemble mit dem Kesseltrommelpaar nagara und der Kegeloboe shehnai an wenigen muslimischen Schreinen in Rajasthan, darunter am Grabmal des sufischen Heiligen Muinuddin Chishti in Ajmer. Sofern dort noch große Kesseltrommeln und Langtrompeten aufbewahrt werden, kommen diese kaum zum Einsatz.
Eine gerade zylindrische Langtrompete in Südindien ist die in Tamil Nadu bei hinduistischen Tempelzeremonien eingesetzte tirucinnam mit 75 Zentimetern Länge, die einzigartig ist, weil sie mit einer schwierigen Spieltechnik paarweise von einem Musiker geblasen wird. Ab der ersten Hälfte des 1. Jahrtausends gelangten gerade Langtrompeten mit der indischen Kultur auf dem Seeweg zu den Malaiischen Inseln. Auf der indonesischen Insel Java ist auf einem ungewöhnlichen Relief am Candi Jawi (Jawi-Tempel) aus dem 13. Jahrhundert ein Musiker abgebildet, der zwei Trompeten wie die tirucinnam an seinen Mund hält und schräg nach oben gerichtet bläst. Eine längere zylindrische Metalltrompete mit Schalltrichter in Tamil Nadu ist die ekkalam, die bei Tempelprozessionen verwendet wird. Die ebenfalls bei Tempelprozessionen in Tamil Nadu verwendete gowri kalam hat eine dreiteilige konische Röhre, einen scheibenförmigen Schallbecher und ein Mundstück. P. Sambamurthy (1959) erwähnt in seinem Dictionary of South Indian Music and Musicians unter dem Namen karnā eine 1,8 Meter lange konische Messingtrompete aus zwei teleskopartig verschiebbaren Röhren und einem glockenförmigen Schallbecher, die am Tyagaraja-Tempel von Tiruvarur verwendet wird. Der Röhrendurchmesser beträgt an der Anblasöffnung 2,5 Zentimeter und am unteren Ende 7,5 Zentimeter. Am oberen Ende ist eine kleine Anblasröhre eingeschoben und angelötet.
Turya, tuturi und bhuri werden in Indien auch die hauptsächlich bei rituellen Anlässen gespielten einwindigen Trompeten genannt, die der im 15. Jahrhundert gebräuchlichen europäischen Signaltrompete (Feldtrompete, Clairon) entsprechen. Einer Clairon ähnelt ferner die bei Prozessionen gespielte Bronzetrompete bankia in Rajasthan. Curt Sachs (1923) schließt einen europäischen Einfluss auf diese einwindigen indischen Trompeten aus.  Die am weitesten verbreiteten Zeremonialtrompeten in Indien sind konisch, im Halbkreis oder S-förmig gebogen und werden unter anderem in Südindien kombu und in Nordindien ranshringa genannt.

### Zentralasien

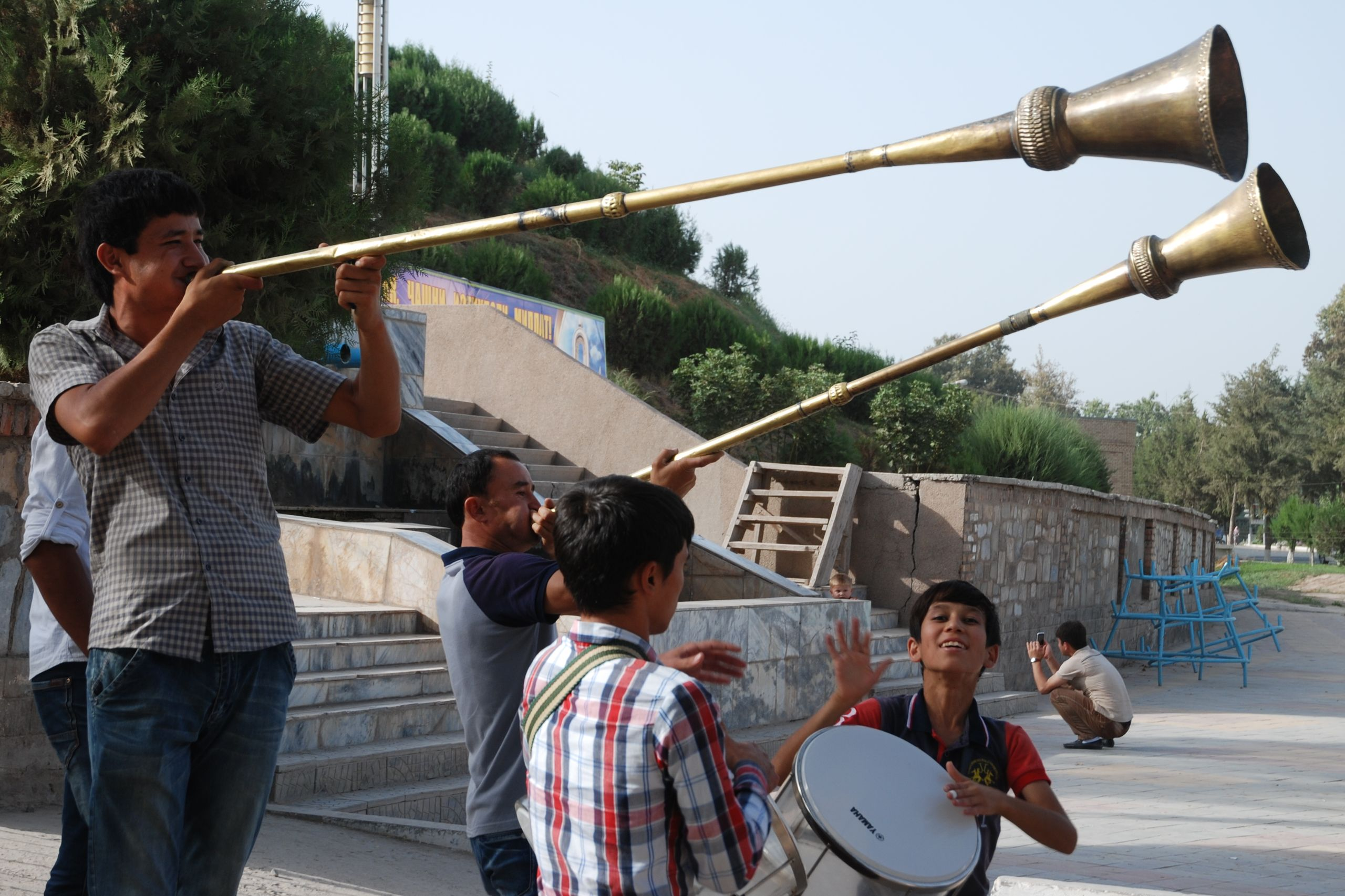
Tadschikische Hochzeitsmusik mit paarweise gespielten Langtrompeten karnai in Qurghonteppa.

Die in der usbekischen und der tadschikischen Musik vorkommenden Metalltrompeten karnai (karnaj oder karnay) sind überwiegend zylindrisch, bis zu drei Meter lang und an den Verbindungsstellen der Röhren mit Verdickungen ausgestattet. Der obere Teil der Röhre erscheint zwar von außen ebenfalls zylindrisch, innen befindet sich jedoch eine konische Röhre, die an einer in das Röhrenende eingesetzten Halbschale als Mundstück endet. Die karnai ist unentbehrlich für die zeremonielle Hochzeitsmusik. Ein Ensemble besteht typischerweise aus zwei Trompeten und mehreren Zylindertrommeln, alternativ aus einer oder mehreren Trompeten, Kegeloboen (sornai) und Rahmentrommeln (doira).
Die Hochzeitskapellen sind aus den vormaligen Militärorchestern hervorgegangen. Bei offiziellen staatlichen Zeremonien und militärischen Anlässen im Freien wurden im 19. Jahrhundert in Usbekistan laut tönende Instrumente gebraucht: die karnay, die Kegeloboe sornay, das kleine zylindrische Doppelrohrblattinstrument baliman (bulaman), die Kesseltrommel naghora und die Rahmentrommel doira. Eine frühe Darstellung von langen Zeremonialtrompeten in Zentralasien befindet sich auf einer vergoldeten Silberschale aus dem 6./7. Jahrhundert, die im Dorf Bolschaja Anikowka in der Region Perm in Russland ausgegraben wurde („Anikowo-Schale“). Vermutlich stammt die Schale aus Choresmien und stellt eine Episode aus dem Leben des mythischen Helden Siyawasch dar, der in Choresmien als Stammvater der Siyavuschiden-Afrighiden gilt, die vom 13. bis zum 10. Jahrhundert v. Chr. regiert haben sollen. Im Zentrum der Schale sind sieben Trompetenspieler zu sehen, ihrer Kleidung nach Soldaten, die ihre Instrumente senkrecht nach oben recken. Die Trompeten waren möglicherweise zweiteilig und stellen nach Form und Funktion Vorläufer der karnai dar.